# 16 Horsepower EP
16 Horsepower/Sixteen Horsepower (16 caballos de fuerza) es el primer EP de la banda del mismo nombre. Fue lanzado el 7 de noviembre de 1995. Es también conocido simplemente como "Haw EP" por los aficionados, debido al título de la primera pista. Es el segundo lanzamiento del grupo, después de "Shametown 7 ", disco de vinilo de 1994.

## Lista de temas
- 01. Haw (3:29)
- 02. South Pennsylvania Waltz (5:15)
- 03. Shametown (2:45)
- 04. Straight-Mouth Stomp (1:52)
- 05. Coal Black Horses (3:49)
- 06. I Gotta Gal (2:05)

## Producción
Componentes del grupo en el disco:
- David Eugene Edwards: guitarra, banjo & bandoneón
- Keven Soll: stand up y flat top bass
- Jean-Yves Tola: batería

Grabado en A&M Studios, Hollywood, California, USA. Producido por Micheal W. Douglass y Alex Reed.